# Reprezentacja Barbadosu w piłce wodnej mężczyzn
Reprezentacja Barbadosu w piłce wodnej mężczyzn – zespół, biorący udział w imieniu Barbadosu w meczach i sportowych imprezach międzynarodowych w piłce wodnej, powoływany przez selekcjonera, w którym mogą występować wyłącznie zawodnicy posiadający barbadoskie obywatelstwo. Za jej funkcjonowanie odpowiedzialny jest Barbadoski Związek Pływacki (BASA), który jest członkiem Międzynarodowej Federacji Pływackiej.

## Historia
Reprezentacja Barbadosu rozegrała swój pierwszy oficjalny mecz na igrzyskach Ameryki Środkowej i Karaibów.

## Udział w turniejach międzynarodowych

### Igrzyska olimpijskie
Reprezentacja Barbadosu żadnego razu nie występowała na Igrzyskach Olimpijskich.

### Mistrzostwa świata
Dotychczas reprezentacji Barbadosu żadnego razu nie udało się awansować do finałów MŚ.

### Puchar świata
Barbados żadnego razu nie uczestniczył w finałach Pucharu świata.

### Igrzyska Ameryki Środkowej i Karaibów
Barbadoskiej drużynie udało się zakwalifikować na Igrzyska Ameryki Środkowej i Karaibów.